# Standards Volume 2
Standards Volume 2 is een muziekalbum uit 1985 van Keith Jarrett, Gary Peacock en Jack DeJohnette. Tijdens de opnamesessies voor Standards Volume 1 was er dermate veel opgenomen, dat van tevoren al duidelijk was dat er een Volume 2 zou komen.

## Musici
- Keith Jarrett – piano
- Gary Peacock – bas
- Jack DeJohnette – slagwerk.

## Composities
1. So tender (Jarrett) (7:16)
2. Moon and sand ( Alec Wilder / William Engwick / Mortimer Palitz) (7:06)
3. In love in vain (Jerome Kern / Leo Robin) (7:49)
4. Never let me go (Raymond Evans / Jay Livingston)(7:49)
5. If I should lose you (Ralph Rainger / Leo Robin) (8:28)
6. I fall in love too easily (Sammy Cahn / Julie Styne)(5:12)

So tender is een uitzondering, als eigen werk van Keithh Jarrett.